# Édito Máximo
O Edito Máximo foi um decreto promulgado pelo imperador romano Diocleciano, em 301 d.C, durante o Baixo Império. A medida visava à fixação de preços máximos para as mercadorias e salários, em que os infratores seriam condenados à morte caso desrespeitassem. O motivo do decreto foi a desvalorização da moeda local, o denário, em vista da carência de ouro para a sua confecção.